# Zábřeh
Zábřeh (phát âm tiếng Séc: [ˈzaːbr̝ɛx]; tiếng Đức: Hohenstadt) là một thị trấn thuộc huyện Šumperk, vùng Olomoucký, Cộng hòa Séc.